# 遺伝子破壊
遺伝子破壊（いでんしはかい）とは、目的とする遺伝子を破壊すること、または、その技術。ランダムに破壊する方法と、任意の遺伝子を破壊する方法がある。

物理的破壊では、紫外線などの高エネルギーの電磁波を照射することで、また化学的破壊では変異原性化学物質で処理することで、ゲノムDNAにランダムな変異を誘導する。照射量や投与量に応じて、一塩基置換から大きな領域の染色体異常を引き起こすことができる。他に、トランスポゾンを転移させることによる遺伝子破壊法もある。これらの方法では変異がランダムにおこるため、表現型の原因遺伝子を調べることに時間がかかる。

一方、破壊ベクターを構築して、目的遺伝子保有株を形質転換し、相同組換えを用いて目的遺伝子を破壊する、遺伝子ノックアウトという方法もある。この方法ではシークエンスが分かっているか、もしくは、目的遺伝子の断片が無ければ使用できない。